# Убиването на невинните
„Убийството на невинните“ (на италиански: Strage degli innocenti) е картина на италианския художник Матео ди Джовани от втората половина на 15 век. Картината (234 х 231 см) е изложена в Зала 69 на Национален музей „Каподимонте“ в Неапол. Използваната техника е ѝтемпера върху дърво.

## История
Картината е нарисувана може би в Сиена от художника Матео ди Джовани, чието име се чете в долния ѝ край. Поръчана е от Алфонсо II, намиращ се по това време в града, за да вземе участие в кампанията срещу фамилията Медичи. Като се има предвид историческия контекст, картината може да е била нарисувана през 1478 г., въпреки че може да е била създадена и през 1468 г. или през 1488 г. Ако е рисувана през 1488 г. то тя е създадена в памет на избитите от турците на 14 август 1480 г. общо 813 жители на град Отранто. Реликви и телата на мъчениците са пренесени в Неапол по заповед на Алфонсо II и поставени заедно с картината в църквата „Света Екатерина във Формиело“. Както много други картини, принадлежали на неаполитански църкви, и тази е преместена в Музей „Каподимонте“ в Неапол.

## Описание
Основната сцена е съставена от преплетени и натрупани едно върху друго тела, нарисувани с подчертани линии и интензивни цветове, за да се подсили драматичността на събитието. Фонът, характеризиращ се с украсени архитектури, няма перспектива. Този стил е повлиян от тосканската живопис, от която художникът в своята творческа зрялост е заимствал.